# Le Chambon-sur-Lignon
Le Chambon-sur-Lignon es una localidad y comuna francesa del departamento del Alto Loira, en la región de Auvernia.
En 1990 recibió el reconocimiento de Los Justos entre las Naciones del Yad Vashem, organismo instituido por el Parlamento de Israel para honrar a los grupos y a las personas no judías que prestaron ayuda altruistamente a los judíos perseguidos durante la Segunda Guerra Mundial.
Le Chambon-sur-Lignon se sitúa en los montes de Vivarais, al este del pico Velay, en las cercanías del límite administrativo con el departamento de Ardèche.

## Demografía
| 3096 | 2846 | 2811 | 2791 | 2854 | 2642 |
| Para los censos de 1962 a 1999 la población legal corresponde a la población sin duplicidades (Fuente: INSEE [Consultar]) |      |      |      |      |      |

## Historia
La localidad se conocía como Le Chambon hasta que en 1893 adoptó el nombre de Le Chambon-de-Tence y en 1923 el de Le Chambon-sur-Lignon. Localidad con una población tradicionalmente hugonote en sus credos, su pastor, André Trocmé, y su esposa, Magda, lideraron a partir de 1940 la organización del pueblo y de sus habitantes para dar refugio y ayuda a los ciudadanos judíos amenazados con la deportación a los campos de concentración por orden del gobierno colaboracionista de Philippe Pétain.
Trocmé, que en 1934 había sido nombrado pastor y trabajado en la educación de los campesinos, fundó junto al copastor Edouard Theis L'Ecole Nouvelle Cévenol. Conocida después como Collège Cévenol, era una institución internacional para la educación cristiana por la paz. Trocmé destacó por su negativa en octubre de 1940 a aplicar el saludo fascista en la escuela, obligatorio por el régimen de Vichy.
Durante el invierno de 1940, su esposa Magda Trocmé recibió a una judía perseguida, que acudió a su casa porque sabía que André había acogido a refugiados judíos que salieron de España tras el establecimiento del régimen de Franco. Magda la ocultó en casa de unos amigos que vivían en las afueras de Chambon. Un año después, y ante la llegada de más refugiados, Trocmé propuso al presbiterio de la parroquia hacer de Chambon una ciudad de refugio, lo que el consejo aprobó, así como posteriormente toda la asamblea. Con la financiación de los cuáqueros, acondicionaron una casa como refugio para alimentar, vestir, proteger y educar a los niños de los deportados que pusieron bajo la dirección de su primo Daniel.
La comuna albergó de media una población de 500 refugiados en tránsito, siendo un total de hasta 5 000 refugiados a los que se escondió en cocinas, establos, mansardas, bodegas o sótanos. La organización se apoyaba en la labor de 13 grupos de jóvenes de Chambon que se reunían cada 15 días para el "Estudio de la Biblia y la resistencia" y constituían una red de trabajo, solidaridad y comunicación. Preparaban y llevaban a la práctica planes para "vencer el mal con el bien". Cada grupo actuaba separadamente de los demás para que, si la policía torturase a un responsable, este no pudiese revelar nada que destruyera toda la organización. Tal organización permitió continuar con la resistencia no violenta durante la ocupación alemana del sur de Francia desde 1942.
A pesar de que se detuvo y ejecutó a varios mensajeros con dinero para las diferentes instituciones solidarias de Le Chambon-sur-Lignon y sus alrededores, las ayudas financieras crecieron; y Suecia, la Cruz Roja Internacional e instituciones antifascistas católicas y de otras orientaciones también colaboraron.
Aunque la mayoría de los refugiados eran judíos (entre ellos, niños cuyos padres estaban en los campos de extermino nazis), también había alemanes antinazis y jóvenes franceses. La detención de Theis, Trocmé y Roger Darcissat en el campo de Saint Paul d´Eyjeaux durante más de un mes desde el 13 de febrero de 1943 no hizo cambiar a los habitantes de Chambon en su decisión de resistir. Trocmé tuvo que esconderse durante diez meses. En 1944, su primo Daniel fue encarcelado, torturado y gaseado por los nazis en el campo de concentración de Majdanek por esconder a niños judíos.
Alrededor de 3 000 a 5 000 personas se salvaron, entre ellas el futuro matemático Alexandre Grothendieck; a pesar del peligro que amenazaba a los que ayudaran a los judíos, como fue el caso del primo del pastor Trocmé, Daniel Trocmé, que murió prisionero en el campo de Majdanek.
Albert Camus residió en la comuna en el año 1942 para tratar su tuberculosis, momento que le sería útil para la redacción de su obra Le Malentendu y una parte de La Peste.

### Localidades hermanadas
- Fislisbach,  Suiza
- Meitar,  Israel, desde el 9 de noviembre de 2006